# ドナート・ビランチャ
ドナート・ビランチャ(Donato Bilancia、1951年7月10日 - 2020年12月17日）はイタリアの連続殺人犯で、1997年10月から1998年4月の間にリグーリア海岸で17人(女性9人男性8人)を殺害した連続殺人犯。
ビランチャの犯行の手口は、犯人の特定と身柄の確保を難航させた。彼の殺人事件の多くには、明らかな関連性が見られなかった。彼は被害者を無作為に選び、イタリア北部の広大なエリアで犯行を繰り返し、イタリアのリグーリア海岸の住民にとって恐怖の代名詞になった。彼は"Mostro della Liguria(リグーリアの怪物)" または "L'assassino dei treni (列車の殺人犯)" と呼ばれていた。
当初、イタリア警察は9件のみ彼の犯行と考えていたが、逮捕後にビランチャは他に8人を殺害したと自供した。仮釈放なしの13回の終身刑の判決が出ると、新聞各社はビランチャを"イタリア史上最悪の連続殺人犯"と報道している。殺害を自白したにもかかわらず、彼ははっきりとは事件を後悔していない。彼の主張では、病気に"取り憑かれて"、無意識に殺したという。ビランチャは2020年12月17日に新型コロナウイルスに感染して獄中で死亡している。

## 略歴

### 生い立ちと初期の犯罪

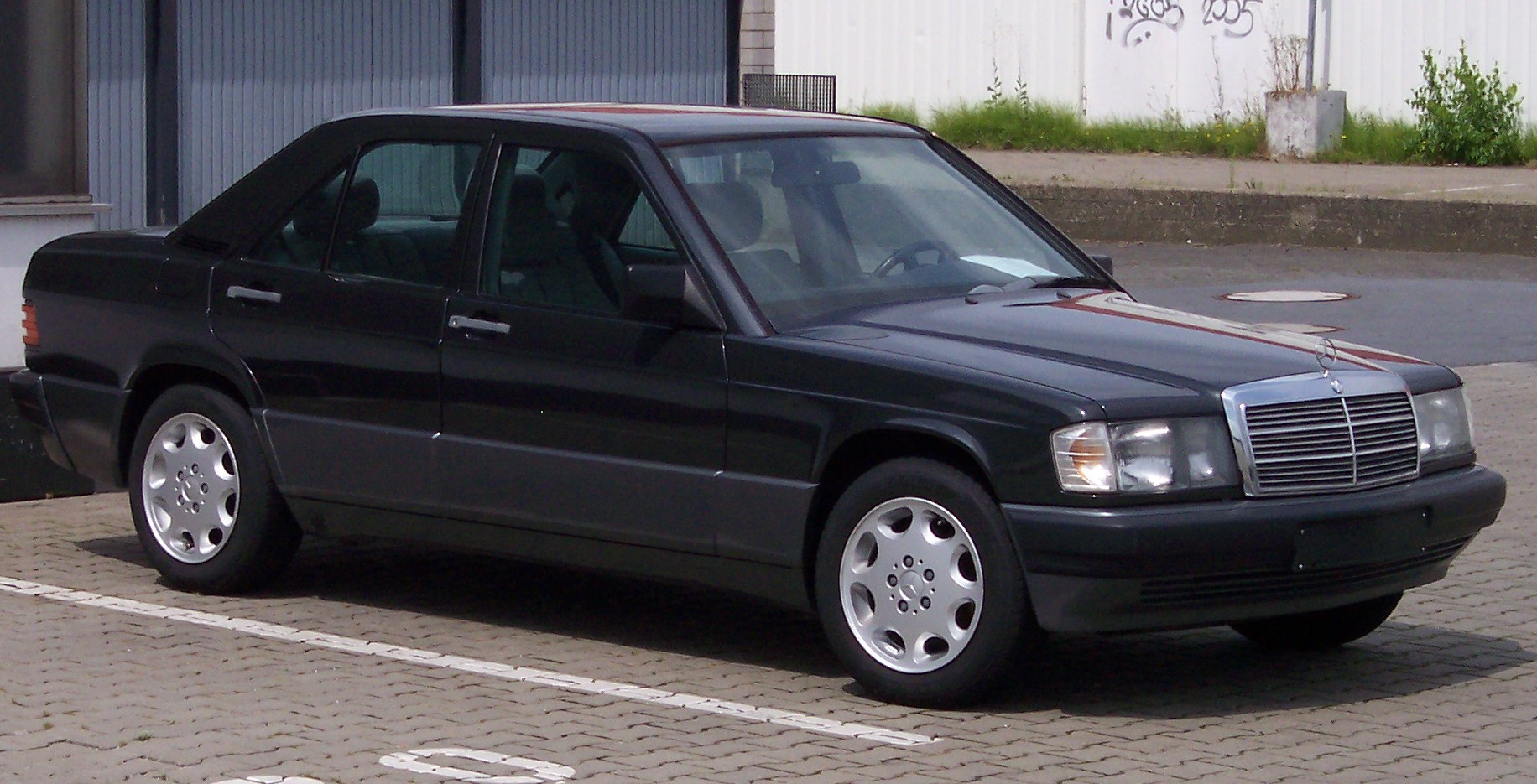
メルセデス・ベンツ・W201-190, ビランチャの使用した車と同型のもの。この車が犯人の特定に重要な要素となった。

ビランチャは1951年にバジリカータ州ポテンツァに生まれる。5歳になる頃、一家はイタリア北部のピエモンテ州に移り、その後、リグーリア地方のジェノヴァに引っ越した。彼は10歳か12歳まで、おねしょを繰り返し、その度に母親は、濡れたマットレスを近所から丸見えのバルコニーで干して彼を辱めた。寝る前に服を脱ぐと、彼のおばが彼の下着を従兄弟の前で脱がし、未熟なペニスを晒し者にして恥ずかしめもした。14歳になると、彼は自分をウォルターと呼ぶようになる。高校を中退し、機械工やバーテンダー、パン屋、配達員など職を転々とする。
未成年の間、彼はスクーターを盗み、クリスマスのお菓子を積んだトラックを盗んだ容疑で逮捕され釈放されている。1974年、銃の不法所持で逮捕され投獄された。ある時、彼はジェノバ総合病院の精神科に入院させられたが、逃走している。逮捕された後、強盗罪で18ヶ月刑務所に収監された。彼は強盗と武装強盗の罪でフランスとイタリアの刑務所に何度か投獄されている。精神疾患の履歴を除けば、47歳まで彼には暴力沙汰の記録はない。

### 殺人事件

リグーリア地域の区割り図。ビランチャの犯行の多くはジェノバ県（2015年にジェノバ大都市圏に移行）で行われている。

ビランチャは一人で生きるギャンブル依存症だった。最初の殺人は、1997年10月に八百長のカードゲームで£185,000(およそ$226,864.57)を失い、ゲームに誘った友人を絞め殺した事件である。当局は当初、この死を心臓発作と考えていた。次の事件では、報復から賭けの責任者とその妻を銃撃して殺している。その後、彼は金庫の中のものをすべて持ち去った。ビランチャは後に、最初の事件で殺しの味を占めたと言っている。すべての事件で彼はワッドカッター弾を込めた38口径のリボルバーを携帯していた。いずれの事件でも被害者の遺体を隠そうとしていない。同じ月に宝石商の後をつけ、強奪して銃撃し、叫び声を上げた妻も殺している。事件後には宝石の入っていた金庫を空にしている。次には両替商を襲い殺した。2ヶ月後、単に夜警が嫌いというだけで、巡回中の夜警も殺す。アルバニア人とロシア人の売春婦を殺害し、さらに2人目の両替商を殺して金庫の中のものを奪っている。

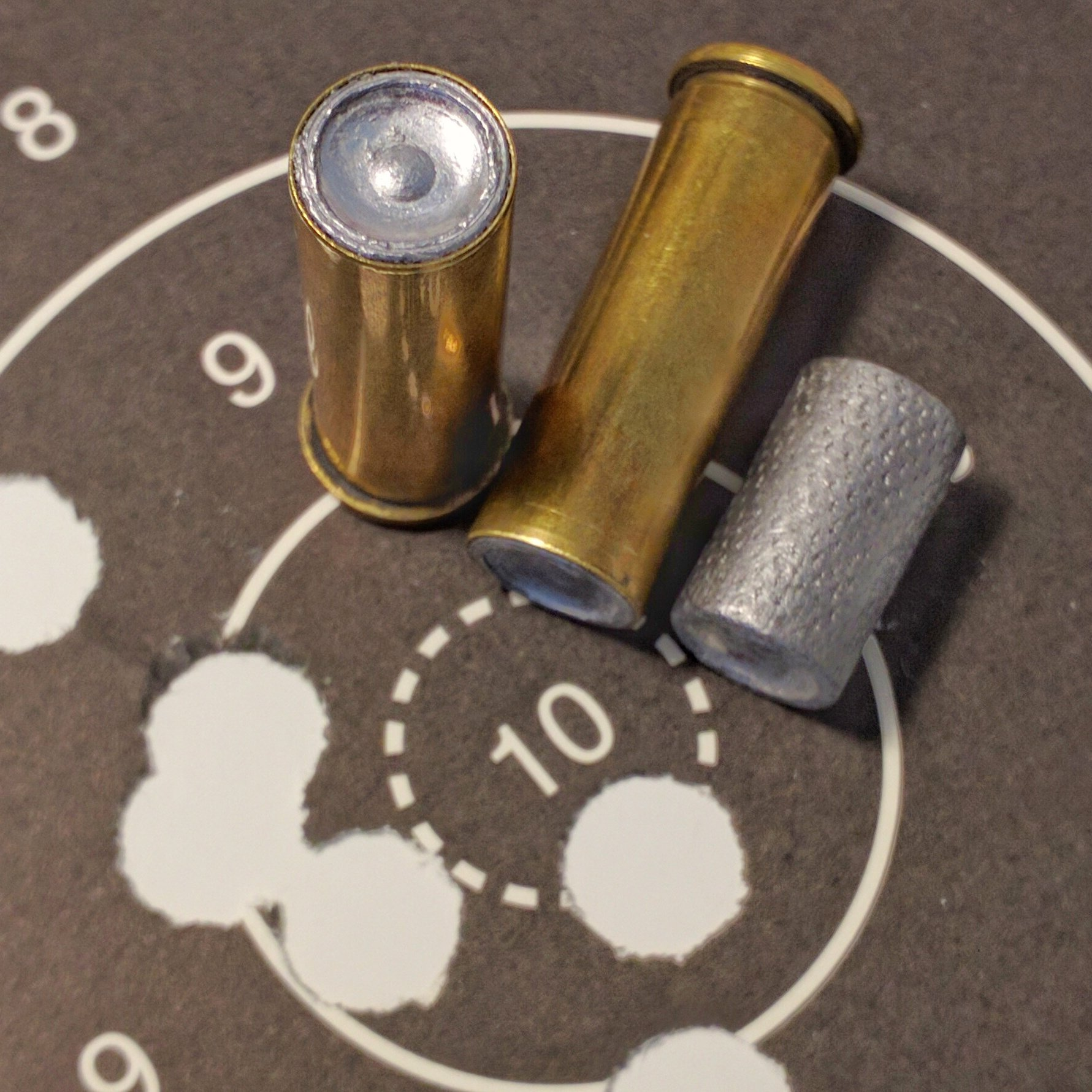
ビランチャが用いたものと類似の38口径のワッドカッター弾。

1998年3月、銃で脅して売春婦にオーラルセックスをさせているときに、邪魔に入りそうな夜警2人を殺し、そのあとに売春婦も撃ったが、その売春婦は生き延び、似顔絵の制作に協力し、後に彼の犯行を証言している。また、ナイジェリア人とウクライナ人の売春婦を殺害して、イタリア人の売春婦を襲い暴行したが、彼女は殺されていない。1998年4月12日、"女を殺すために"ジェノヴァからヴェネツィアの列車に乗った。一人旅の若い女性に狙いを定め、トイレに入るまで後をつけ、マスターキーでドアを開けて頭を撃ち切符を奪っている。6日後、サンレーモ行きの列車に乗り、若い女性がトイレに入るのをつける。鍵を開けて彼女のジャケットをサイレンサー代わりに使い、耳の後ろを撃った。被害者の黒い下着に興奮して自慰行為にふけり、彼女の服で拭っている。"普通の仕事をする"女性が2人殺されたことで世間は大騒ぎになり、警察は捜査班を立ち上げることになった。
逮捕前の最後の事件は、ビランチャの車への給油を断った給油所の殺害で、およそ200万リラ(1000ドル)の売上を奪い逃走している。

### 逮捕と判決
被害者の売春婦の一人が、殺害された夜に黒いメルセデスに乗り込むところを見たという証言に基づき、警察はビランチャを"第一容疑者"とし、10日間、彼を尾行した。吸い殻とコーヒーカップからDNAを採取し事件現場に残されたものと照合する。1998年5月6日、ビランチャはジェノヴァの自宅で逮捕され、拳銃が押収された。勾留から8日、彼は自供を始め、2日に渡って17枚の図を描いて説明した。
2000年4月12日、11ヶ月の審理を経て、ビランチャは13回の終身刑に加えて、生き延びた売春婦への殺人未遂で20年の懲役の判決が下る。裁判長は彼の釈放は認められないことも命じている。

## メディア
ビランチャの犯罪人生と彼を残忍な連続殺人犯に仕立てた出来事は、イタリアメディアに大きなインパクトを与えた。事件に影響を受けて連続ドラマ Ultima pallottola(最後の銃弾)が制作され、2003年に放送された。
2004年にビランチャはテレビ番組のインタビューを受けている。後に番組司会者はインタビューについて厳しい批判を受けた。2010年代の初め、五つ星運動の指導者ベッペ・グリッロは、ジェノヴァに住んでいた幼少期、近所にビランチャも住んでいたと告白している。20015年にRai 3の番組 Stelle Nere でビランチャの特集が組まれた。
刑務所ではビランチャは何度か模範囚になっている。2016年に5年の学習を経て100点満点中83点を獲得して会計学の学位を取得し、大学の観光学を学び始める。2017年、ビランチャは終身刑を30年に減刑する要求を提出し、裁判時に廃止されていた略式判決を求めたが、欧州人権裁判所はそれを疑問視する声明を出している。 the Supreme Court of Cassation(イタリアの最高控訴裁判所)は彼の訴えを棄却した。同年、ビランチャは武装した警官の同伴を条件に刑務所外に出る許可を初めて与えられ、彼の両親が埋葬されているピエモンテ州ニッツァ・モンフェッラートの墓地に墓参りをしている。
2019年に2度目の一時出所の嘆願をしたが、パドヴァの犯罪調査裁判所は"まだ危険な人物である"として、認めなかった。 心理学者の診断によれば、彼は"刑務所の外で、欲求不満や怒りの瞬間を制御できない"とされた。また、彼は心理療法の指導を一度もうけておらず、はっきりと自分の罪を後悔したこともなく、心の病気に"憑依されて"事件を起こしたと信じているとされた。

## 死亡
ビランチャは2020年12月17日、新型コロナウイルスがパドヴァで流行する中で、ウイルスに感染してDue Palazzi刑務所で死亡。69歳。